# Manitou (Oklahoma)
Manitou és un poble dels Estats Units a l'estat d'Oklahoma. Segons el cens del 2000 tenia 278 habitants.

## Demografia
Segons el cens del 2000, Manitou tenia 278 habitants, 84 habitatges, i 57 famílies. La densitat de població era de 346,2 habitants per km².
Dels 84 habitatges en un 31% hi vivien nens de menys de 18 anys, en un 56% hi vivien parelles casades, en un 8,3% dones solteres, i en un 32,1% no eren unitats familiars. En el 31% dels habitatges hi vivien persones soles el 17,9% de les quals corresponia a persones de 65 anys o més que vivien soles. El nombre mitjà de persones vivint en cada habitatge era de 2,52 i el nombre mitjà de persones que vivien en cada família era de 3,21.
Per edats la població es repartia de la següent manera: un 44,2% tenia menys de 18 anys, un 5,8% entre 18 i 24, un 19,1% entre 25 i 44, un 18,7% de 45 a 60 i un 12,2% 65 anys o més.
L'edat mediana era de 25 anys. Per cada 100 dones de 18 o més anys hi havia 93,8 homes.
La renda mediana per habitatge era de 33.036 $ i la renda mediana per família de 35.750 $. Els homes tenien una renda mediana de 23.750 $ mentre que les dones 12.321 $. La renda per capita de la població era de 9.177 $. Entorn del 13,8% de les famílies i el 25,9% de la població estaven per davall del llindar de pobresa.

## Poblacions més properes
El següent diagrama mostra les poblacions més properes.